# Ambatotsipihina
Ambatotsipihina – gmina (kaominina) na Madagaskarze, w regionie Vakinankaratra, w dystrykcie Antanifotsy. W 2001 roku zamieszkana była przez 21 475 osób. Siedzibę administracyjną stanowi miejscowość Ambatotsipihina.